# ITF Women's Circuit Fergana 2011
L'ITF Women's Circuit Fergana 2011 è stato un torneo di tennis facente parte della categoria ITF Women's Circuit nell'ambito dell'ITF Women's Circuit 2011. Il torneo si è giocato a Fergana in Uzbekistan dal 25 al 31 luglio 2011 su campi in cemento e aveva un montepremi di $25 000.

## Vincitori

### Singolare
Ayu-Fani Damayanti ha battuto in finale  Hsieh Su-wei con il punteggio di 6–3, 6–4

### Doppio
Nigina Abduraimova /  Albina Khabibulina hanno battuto in finale  Elizaveta Nemchinov /  Anastasiýa Prenko con il punteggio di 6–3, 6–3